# Beele jezik
Beele jezik (àbéélé, bele, bellawa; ISO 639-3: bxq), afrazijski jezik zapadnočadske skupine bole, kojim još govori 120 ljudi (Temple 1922) u nekoliko sela u nigerijskoj državi Bauchi. Beele je jedan od 12 jezika uže skupine pravih bole jezika.

## Vanjske poveznice
- Ethnologue (14th)
- Ethnologue (15th)